# NGC 3064
NGC 3064 is een spiraalvormig sterrenstelsel in het sterrenbeeld Sextant. Het hemelobject werd in 1886 ontdekt door de Amerikaanse astronoom Francis Preserved Leavenworth.

## Synoniemen
- MCG -1-26-1
- PGC 28638